# Chasse à mort
Pour plus de détails, voir Fiche technique et Distribution.
Chasse à mort  (Death Hunt) est un film américain réalisé par Peter Hunt, sorti en 1981.

## Synopsis
En 1930, à Aklavik dans le hameau du Yukon, le trappeur solitaire Albert Johnson sauve un chien qui a été battu par son maître (Hazel) et le soigne chez lui. Hazel porte plainte à la police montée, accusant Johnson d'avoir volé son chien alors que celui-ci a bien été payé. Mais le sergent de la gendarmerie royale, Edgar Millen, ne fait rien. Hazel, accompagné de quelques amis, décide alors de se faire justice et se rend à la cabane de Johnson. Mais ce dernier n'entend pas se laisser faire et en état de légitime défense tue un des compagnons de Hazel. 
Edgar Millen se voit du coup obligé d'intervenir et accompagné du plaignant, de quelques amis et de son équipe se rend à son tour à la cabane de Johnson. Alors que Millen et Johnson discutent, Hazel et ses amis ouvrent le feu. Johnson riposte à nouveau en état de légitime défense et abat certains d'entre eux. Les survivants tentent alors de déloger Johnson en faisant sauter sa cabane à la dynamite mais il parvient à s'enfuir. 
Une longue poursuite s'ensuit alors à travers les étendues glacées que Johnson traverse pour chercher à rejoindre l'Alaska afin d'échapper à Millen et à ses hommes ainsi qu'aux chasseurs de primes qui veulent lui faire la peau.

## Fiche technique
- Titre français : Chasse a mort
- Titre original : Death Hunt
- Réalisation : Peter Hunt, assisté de Paul Baxley
- Scénario : Michael Grais & Mark Victor (en)
- Musique : Jerrold Immel
- Photographie : James Devis
- Production : Murray Shostak & Robert Baylis
- Sociétés de production : Golden Harvest Company & Northshore Investments Ltd.
- Société de distribution : 20th Century Fox
- Pays de production :  États-Unis
- Langue : Anglais
- Format : Couleur - Mono - 35 mm - 1.85:1
- Genre : Aventures
- Durée : 96 min
- Dates de sortie en salles :
  - États-Unis : 7 janvier 1981
  - France : 1er juillet 1981
- Déconseillé aux moins de 12 ans

## Distribution
- Charles Bronson (VF : Jean-Claude Michel) : Albert Johnson
- Lee Marvin (VF : Georges Aminel) : le sergent Edgar Millen
- Andrew Stevens (VF : François Leccia) : Alvin Adams
- Carl Weathers (VF : Med Hondo) : George Washington Lincoln Brown, alias "Sundog"
- Ed Lauter (VF : Pierre Hatet) : Hazel
- Angie Dickinson (VF : Évelyn Séléna) : Vanessa McBride
- August Schellenberg (VF : Marc de Georgi) : Deak De Bleargue
- Henry Beckman (VF : Philippe Dumat) : Bill Luce
- Maury Chaykin : Clarence
- Jon Cedar (VF : Claude Joseph) : Hawkins
- Scott Hylands (VF : Jean Roche) : le capitaine Hank Tucker, alias "Le Pilote" de la RCAF
- James O'Connell (VF : Georges Atlas) : Hurley
- William Sanderson : Ned Warren
- Len Lesser : Lewis
- Dick Davalos : Beeler
- Maurice Kowalewski : Charlie Rat
- Sean McCann (VF : Michel Gudin) : le journaliste
- Denis Lacroix : Jimmy Tom
- Tantoo Cardinal : la femme indienne

## Production
Ce film  marque les retrouvailles sur grand écran entre Charles Bronson et Lee Marvin, qui avaient partagé la vedette du film Les douze salopards en 1967.  Chasse à mort est inspiré d'une histoire vraie survenue au Yukon en 1932, mais est assez peu fidèle à la réalité historique.  Dans la vraie vie, le sergent Edgar Millen a été tué par Albert Johnson et Johnson lui-même fut abattu au cours d'une fusillade. La fin du film montre plutôt Albert Johnson échapper à ses poursuivants et Millen survivre à l'aventure. 
Robert Aldrich abandonna le film en cours de préparation. 
À sa sortie, Chasse à mort connaît peu de succès.  Charles Bronson et le réalisateur Peter Hunt travailleront ensemble une deuxième et dernière fois sur le film Protection rapprochée, sorti en 1987.       